# Zosino (obwód brzeski)
Zosino (biał. Зосіна, Zosina; ros. Зосино, Zosino) – wieś na Białorusi, w obwodzie brzeskim, w rejonie kobryńskim, w sielsowiecie Ostromecz.
W dwudziestoleciu międzywojennym wieś leżała w Polsce, w województwie poleskim, w powiecie kobryńskim.